# Еритасардакан (станция метро)
Еритасардака́н (арм. Երիտասարդական — «Молодёжная») — станция Ереванского метрополитена. Расположена между станциями «Маршал Баграмян» и «Площадь Республики».

## История
Открыта 7 марта 1981 года в составе первого пускового участка Ереванского метрополитена «Барекамутюн» — «Сасунци Давид».

## Описание
Станция расположена в центре Еревана, в районе Кентрон (дословный перевод — «центр») и имеет выход на улицу Исаакяна, откуда рядом проходят улицы Теряна, Абовяна и Кольцевой бульвар.
Хотя «Еритасардакан» с армянского переводится дословно «Молодёжная», русское название на указателях в метрополитене представляет собой транслитерацию армянского (в отличие от станции «Барекамутюн», для которой принято переводное название «Дружба»). Большое количество учащейся молодёжи в учебных заведениях в ближайших к станции метро кварталах и дали название этой станции метрополитена.